# Jim Broadbent
James "Jim" Broadbent, född 24 maj 1949 i Holton cum Beckering i Lincolnshire, är en brittisk skådespelare. Han fick sitt genombrott med filmen Life is Sweet (1990) och har vunnit en Oscar för bästa manliga biroll för sin insats i Iris (2001). Han har flera gånger samarbetat med regissören Mike Leigh.

## Biografi

### Uppväxt
James Broadbent föddes i Holton cum Beckering i Lincolnshire, och är den andra sonen till Doreen "Dee" Findlay, en skulptör och Roy Laverick Broadbent som var en konstnär, skulptör, inredningsarkitekt och möbelsnickare. Föräldrarna var även amatörskådespelare, och de grundande skådespelartruppen Holton Players i Holton cum Beckering. Han hade en syster som dog vid födseln. Broadbent gick i Leighton Park School i Reading, där han studerade konst innan han började  London Academy of Music and Dramatic Art. Han examinerades 1972.

### Tidig karriär
Broadbents första arbete på teaterscenen var i produktionen The National Theatre of Brent där han och Patrick Barlow var de enda skådespelarna som spelade alla rollerna, även de kvinnliga, i bibliska eller klassiska historier. Uppsättningen blev snabbt en succé och de var särskilt populära på Edinburgh Festival Fringe. De tog även sin produktion ut på turné över England. I slutet av decenniet började Broadbent få mindre roller på TV och i film som Skriket (1978) och Inte Aktuellt (1979). Han fick också fast arbete på Royal National Theatre där han syntes i flertalet produktioner, där Ecstasy (1979) regisserad av Mike Leigh blev särskilt uppmärksammad.
Under 80-talet fortsatte han få mindre roller i filmer som den Terry Gilliams regisserade Time Bandits (1981) och blev erbjuden huvudrollen i TV-serien Only Fools and Horses, 1983, men tackade nej med respekt för sina andra åtaganden. Rollen gick istället till David Jason och serien sändes i tio år. Det är en av Storbritanniens största TV-serier. Istället fick han en återkommande roll i tre avsnitt under åren 1983, 1985 och 1991. Han syntes i komediserien The Black Adder (1983). Han fick också en roll i Stephen Frears filmen The Hit (1984) och återförenades med Terry Gilliam i Brazil (1985). Han fortsatte också på teaterscenen med uppsättningar som Revisorn (1985), Kafka's Dick (1986) och Our Country's Good (1988).

### Genombrott
Broadbent fick sitt genombrott när han återförenades med regissören Mike Leigh i komedidramat Life Is Sweet (1990). Filmen skulle bli kritikerrosad och prisad i England. Han skulle under resten av 90-talet etablera sig som en karaktärsskådespelare i filmer som till exempel den Mike Newell regisserade En förtrollad april (1991). Han syntes även i The Crying Game (1992) som hamnat på Brittiska Filminstitutets lista över de 100 bästa brittiska filmerna. Han medvarkade även i den Woody Allen regisserade Kulregn över Broadway (1994) som blev nominerad till 7 oscars.
Broadbent medverkade även i den kritikerrosade filmversionen av Richard III (1995) som regisserades av Richard Loncraine. Han syntes i familjefilmen Lånarna (1997) och bredvid Michael Caine och Ewan McGregor i den hyllade Little Voice (1998). Han återförenades med Mike Leigh i huvudrollen som dramatikern W.S. Gilbert i filmen Topsy-Turvy (1999). Filmen blev en kritikerfavorit och nominerad till två oscars. Han skulle samma år göra en uppmärksammad rolltolkning av The Doctor i en Doctor Who TV-special. Han var då den elfte skådespelaren som tolkade rollen.

### Etablerad skådespelare
År 2001 medverkade han i tre av det årets mest framgångsrika filmer, Bridget Jones dagbok, Moulin Rouge! och Iris. För sin prestation i Iris skulle han mottaga en oscar för Bästa manliga biroll. Han mottog även en Golden Globe i samma kategori. För sin insats i Moulin Rouge! skulle han mottaga en BAFTA. Han skulle sedan medverka i regissören Martin Scorseses film Gangs of New York (2002) tillsammans med Leonardo DiCaprio och Daniel Day-Lewis. Samma år syntes han även i filmadaptionen av Charles Dickens boken Nicholas Nickleby (2002). Han skulle sedan medverka i barnfilmen Berättelsen om Narnia: Häxan och lejonet (2005).

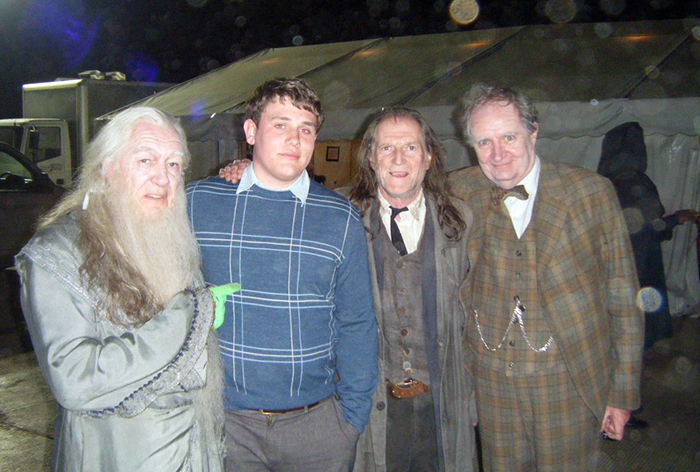
Michael Gambon, Rob Knox, David Bradley och Jim Broadbent på inspelningen av Harry Potter och halvblodsprinsen (2009).

Broadbent porträtterade Frank Pakenham i BBC-filmen Longford (2006). För rollen mottog han både en BAFTA och en Golden Globe. Samma år var han också med i TV-serien The Street som han skulle mottaga en Emmy Award för. Året efter medverkade han tillsammans med Simon Pegg i komedin Hot Fuzz. Broadbent syntes sedan i den fjärde filmen i Indiana Jones-franchisen regisserad av Steven Spielberg. I Indiana Jones och Kristalldödskallens rike (2008) medverkade han tillsammans med Harrisson Ford, Shia LaBeouf och Cate Blanchett. Filmen fick ett blandat mottagande av kritiker men blev en finansiell framgång och årets näst mest inkomstbringande film. Året efter medverkade han också i det årets näst mest inkomstbringande film Harry Potter och halvblodsprinsen. I den sjätte delen av filmserien spelade han rollen som Horace Slughorn och fick ett gott mottagande av både publik och kritiker. Han repriserade även rollen i den sista delen av filmserien, Harry Potter och dödsrelikerna – Del 2 (2011).

### Vidare karriär
Broadbent återförenades med Mike Leigh än en gång i filmen Medan åren går (2010) där han hade huvudrollen som karaktären Tom Hepple. Filmen blev kritikerrosad och hade premiär på Cannes filmfestival där den också tävlade om guldpalmen. Han porträtterade Margaret Thatchers make Dennis Thatcher i filmbiografin Järnladyn (2011). Filmen kom att bli unisont hyllad och hans motspelerska Meryl Streep skulle vinna en oscar för sin insats. Samma år medverkade han tillsammans med Tom Hanks, Hugh Grant, Halle Berry, Hugo Weaving, och Ben Whishaw i Cloud Atlas. Han syntes också i den kritikerrosade filmen Le Week-End (2013).
Han skulle medverka i familjefilmen Paddington (2014) som karaktären Samuel Gruber. Filmen blev en kritikerfavorit och en finansiell framgång. Han skulle sedan synas i den oscarsnominerade filmen Brooklyn (2015). 2016 skulle han också synas i den sjunde säsongen av den populära TV-serien Game of Thrones. Han skulle reprisera sin roll som Samuel Gruber i Paddington 2 (2017). Året efter medverkade han i BBC-filmatiseringen King Lear tillsammans med Anthony Hopkins, Emma Thompson och Florence Pugh. Han återvände samma år till teaterscenen i A Very Very Very Dark Matter där han porträtterade Hans Christian Andersen.
Broadbent syntes sedan bredvid Helen Mirren i The Duke (2020). Filmen fick premiär på Venedigs filmfestival men blev sedan framskjuten ett år med att släppas på andra biografer på grund av covid-19-pandemin. Broadbent skulle bli hyllad för sin insats. Han repriserade sedan sin roll som Samuel Gruber en tredje gång i Paddington i Peru (2024).

## Privatliv
Broadbent gifte sig, 1987 med målaren och teaterdesignern Anastasia Lewis. Broadbent har inga barn men Lewis har två barn från ett tidigare förhållande. De är bosatta i Lincolnshire Wolds men har också boende i London.
Broadbent har avböjt en OBE-titel och medalj.

## Filmografi i urval

### Film
| År   | Titel                                      | Roll                                                                               | Notering             |
| ---- | ------------------------------------------ | ---------------------------------------------------------------------------------- | -------------------- |
| 1971 | Budbäraren                                 | Cricket publik                                                                     | Okrediterad          |
| 1978 | The Life Story of Baal                     | Woodcutter                                                                         |                      |
| 1978 | Skriket                                    | Asylum Fielder                                                                     |                      |
| 1979 | Long Distance Information                  | Mackaness                                                                          |                      |
| 1979 | Klappjakten                                | Tysk soldat                                                                        | Okrediterad          |
| 1980 | Breaking Glass                             | Station Porter                                                                     |                      |
| 1981 | Krigshundarna                              | Filmcrew                                                                           |                      |
| 1981 | Time Bandits                               | Compere                                                                            |                      |
| 1982 | Birth of a Nation                          | Geoff Fig                                                                          |                      |
| 1982 | Walter                                     | Joseph (Orderly)                                                                   | TV-film              |
| 1982 | Dead on Time                               | Präst                                                                              | Kortfilm             |
| 1983 | Walter and June                            | Joseph (Orderly)                                                                   | TV-film              |
| 1984 | The Hit                                    | Barrister                                                                          |                      |
| 1985 | Brazil                                     | Dr. Jaffe                                                                          |                      |
| 1985 | Silas Marner                               | Jem Rodney                                                                         | TV-film              |
| 1985 | The Good Father                            | Roger Miles                                                                        |                      |
| 1987 | Stålmannen i kamp för freden               | Jean Pierre Dubois                                                                 |                      |
| 1987 | Running Out of Luck                        | Reporter                                                                           |                      |
| 1988 | Vroom                                      | Donald                                                                             |                      |
| 1989 | Revolution!!                               | Wallace                                                                            | TV-film, även manus  |
| 1989 | Erik Viking                                | Ernest Viking                                                                      |                      |
| 1990 | Livet leker!                               | Andy                                                                               |                      |
| 1991 | En förtrollad april                        | Frederick Arbuthnot                                                                |                      |
| 1992 | A Sense of History                         | The 23rd Earl of Leete                                                             | TV-film, även manus  |
| 1992 | The Crying Game                            | Col                                                                                |                      |
| 1993 | Prince Cinders                             | Den fula brodern                                                                   | Röstroll             |
| 1994 | Kulregn över Broadway                      | Warner Purcell                                                                     |                      |
| 1994 | Princess Caraboo                           | Mr. Worrall                                                                        |                      |
| 1994 | Widows' Peak                               | Con Clancy                                                                         |                      |
| 1995 | Richard III                                | Hertigen av Buckingham                                                             |                      |
| 1995 | The Last Englishman                        | Col. Alfred D. Wintle                                                              |                      |
| 1995 | Rough Magic                                | Doc Ansell                                                                         |                      |
| 1996 | The Secret Agent                           | Chief Inspector Heat                                                               |                      |
| 1997 | Lånarna                                    | Pod Clock                                                                          |                      |
| 1997 | Fröken Smillas känsla för snö              | Dr. Lagermann                                                                      |                      |
| 1998 | Hämnarna                                   | Mother                                                                             |                      |
| 1998 | Little Voice                               | Mr. Boo                                                                            |                      |
| 1999 | Topsy-Turvy                                | W.S. Gilbert                                                                       |                      |
| 1999 | Big Day                                    | Robert                                                                             | kortfilm, även manus |
| 2001 | Bridget Jones dagbok                       | Colin Jones                                                                        |                      |
| 2001 | Moulin Rouge!                              | Harold Zidler                                                                      |                      |
| 2001 | Iris                                       | John Bayley                                                                        |                      |
| 2002 | The Gathering Storm                        | Desmond Morton                                                                     | TV-film              |
| 2002 | Gangs of New York                          | Boss Tweed                                                                         |                      |
| 2002 | Nicholas Nickleby                          | Mr. Wackford Squeers                                                               |                      |
| 2003 | The Young Visiters                         | Alfred Salteena                                                                    | TV-film              |
| 2003 | Bright Young Things                        | Drunk Major                                                                        |                      |
| 2003 | And Starring Pancho Villa as Himself       | Harry Aitken                                                                       | TV-film              |
| 2003 | Anna Spud                                  | Pappa                                                                              | Kortfilm             |
| 2004 | Jorden runt på 80 dagar                    | Lord Kelvin                                                                        |                      |
| 2004 | Pride                                      | Eddie                                                                              | TV-film, röstroll    |
| 2004 | Vanity Fair                                | Mr. Osborne                                                                        |                      |
| 2004 | Tooth                                      | Kaninen                                                                            | Röstroll             |
| 2004 | Vera Drake                                 | Domare                                                                             |                      |
| 2004 | På spaning med Bridget Jones               | Colin Jones                                                                        |                      |
| 2005 | Robotar                                    | Madame Gasket                                                                      | Röstroll             |
| 2005 | Spider-Plant Man                           | Batman                                                                             | Kortfilm             |
| 2005 | Valiant och de fjäderlätta hjältarna       | Sergeant                                                                           | Röstroll             |
| 2005 | Berättelsen om Narnia: Häxan och lejonet   | Professor Kirke                                                                    |                      |
| 2005 | The Magic Roundabout                       | Brian                                                                              | Röstroll             |
| 2006 | Art School Confidential                    | Jimmy                                                                              |                      |
| 2006 | Longford                                   | Lord Longford                                                                      | TV-film              |
| 2007 | Hot Fuzz                                   | Inspector Frank Butterman                                                          |                      |
| 2007 | And When Did You Last See Your Father?     | Arthur Morrison                                                                    |                      |
| 2008 | Free Jimmy                                 | Igor Stromowskij                                                                   | Röstroll             |
| 2008 | Einstein and Eddington                     | Sir Oliver Lodge                                                                   | TV-film              |
| 2008 | Indiana Jones och Kristalldödskallens rike | Dean Charles Stanforth                                                             |                      |
| 2008 | Lost and Found                             | Berättare                                                                          | TV-film, röstroll    |
| 2008 | Bläckhjärta                                | Fenoglio                                                                           |                      |
| 2008 | Tales of the Riverbank                     | G.P.                                                                               | Röstroll             |
| 2009 | Young Victoria                             | King William IV                                                                    |                      |
| 2009 | The Damned United                          | Sam Longson                                                                        |                      |
| 2009 | Harry Potter och halvblodsprinsen          | Horace Slughorn                                                                    |                      |
| 2009 | Perrier's Bounty                           | Jim McCrea                                                                         |                      |
| 2009 | Professor Layton and the Eternal Diva      | Carol                                                                              | Röstroll             |
| 2010 | Medan åren går                             | Tom                                                                                |                      |
| 2010 | Savannens hjältar                          | Winston                                                                            | Röstroll             |
| 2011 | Harry Potter och dödsrelikerna – Del 2     | Horace Slughorn                                                                    |                      |
| 2011 | Arthur och julklappsrushen                 | Malcolm "Santa" Claus                                                              | Röstroll             |
| 2011 | Järnladyn                                  | Denis Thatcher                                                                     |                      |
| 2012 | Cloud Atlas                                | Captain Molyneux / Vyvyan Ayrs / Timothy Cavendish / Korean Musician / Prescient 2 |                      |
| 2013 | Closed Circuit                             | Attorney General                                                                   |                      |
| 2013 | Filth                                      | Dr. Rossi                                                                          |                      |
| 2013 | Le Week-End                                | Nick Burrows                                                                       |                      |
| 2013 | The Great Train Robbery                    | DCS Tommy Butler                                                                   | TV-film              |
| 2013 | The Harry Hill Movie                       | Bill the Cleaner                                                                   |                      |
| 2013 | The Phone Call                             | Stanley                                                                            | Röstroll, kortfilm   |
| 2014 | Postman Pat: The Movie                     | Mr. Brown                                                                          | Röstroll             |
| 2014 | Paddington                                 | Samuel Gruber                                                                      |                      |
| 2014 | Get Santa                                  | Harry Mitchell / Jultomten                                                         |                      |
| 2014 | Big Game                                   | Herbert                                                                            |                      |
| 2015 | Brooklyn                                   | Fader Flood                                                                        |                      |
| 2015 | The Lady in the Van                        | Underwood                                                                          |                      |
| 2015 | The Go-Between                             | Old Leo Colston                                                                    | TV-film              |
| 2015 | The Weather Inside                         | Britischer Botschafter                                                             |                      |
| 2015 | Eddie the Eagle                            | BBC kommentator                                                                    |                      |
| 2016 | Legenden om Tarzan                         | Premiärministern                                                                   |                      |
| 2016 | Asterix – Gudarnas hemvist                 | Julius Caesar                                                                      | Röstroll             |
| 2016 | Bridget Jones's Baby                       | Colin Jones                                                                        |                      |
| 2016 | Ethel & Ernest                             | Ernest Briggs                                                                      | Röstroll             |
| 2017 | The Sense of an Ending                     | Tony Webster                                                                       |                      |
| 2017 | Paddington 2                               | Samuel Gruber                                                                      |                      |
| 2017 | Mary och häxans blomma                     | Doctor Dee                                                                         | Röstroll             |
| 2018 | Black '47                                  | Lord Kilmichael                                                                    |                      |
| 2018 | Diana                                      | Äldre Charles / Berättare                                                          | TV-film              |
| 2018 | King of Thieves                            | Terry Perkins                                                                      |                      |
| 2018 | King Lear                                  | Earl of Gloucester                                                                 | TV-film              |
| 2020 | Dolittle                                   | Lord Thomas Badgley                                                                |                      |
| 2020 | The Duke                                   | Kempton Bunton                                                                     |                      |
| 2020 | Six Minutes to Midnight                    | Charlie                                                                            |                      |
| 2021 | Charlotte                                  | Grosspapa                                                                          | Röstroll             |
| 2021 | Jakten på julen                            | Fader Vodell                                                                       |                      |
| 2023 | The Unlikely Pilgrimage of Harold Fry      | Harold Fry                                                                         |                      |
| 2024 | Paddington i Peru                          | Samuel Gruber                                                                      |                      |
| 2025 | Bridget Jones: Mad About the Boy           | Colin Jones                                                                        | Kommande             |

### TV
| År        | Titel                                         | Roll                        | Notering                              |
| --------- | --------------------------------------------- | --------------------------- | ------------------------------------- |
| 1979      | Inte Aktuellt                                 | Union negotiator            | Sketch: "Final Demands"               |
| 1980      | BBC2 Playhouse                                | Stewart                     | Avsnitt: "Games Without Frontiers"    |
| 1982      | Objects of Affection                          | Cemetery Attendant          | Avsnitt: "Our Winnie"                 |
| 1982      | Bird of Prey                                  | DI Stanley Richardson       | Avsnitt: "Input Classified"           |
| 1983      | The Black Adder                               | Don Speekingleesh           | Avsnitt: "The Queen of Spain's Beard" |
| 1983-1990 | Only Fools and Horses                         | Det. Chief Insp. Roy Slater | 3 avsnitt                             |
| 1984      | Crown Court                                   | Robert MacBride             | Avsnitt: "Whisper Who Dares: Part 1"  |
| 1985      | Happy Families                                | Dalcroix                    | 3 avsnitt                             |
| 1986      | Screen Two                                    | Gutling                     | Avsnitt: "The Insurance Man"          |
| 1987      | Victoria Wood: As Seen on TV                  | The Doctor                  | TV-special                            |
| 1988      | Tales of the Unexpected                       | Mr. Lovejoy                 | Avsnitt: "The Facts of Life"          |
| 1988      | Theatre Night                                 | Maitre Jacques              | Avsnitt: "The Miser"                  |
| 1988      | Dramarama                                     | Uncle Keith                 | Avsnitt: "Making Waves"               |
| 1988      | Blackadder's Christmas Carol                  | Prins Albert                | TV-special                            |
| 1989      | Victoria Wood                                 | Alan Hammond                | Avsnitt: "Staying In"                 |
| 1990      | Omnibus                                       | Postman Roulin              | Avsnitt: "Van Gogh"                   |
| 1991      | Gone to the Dogs                              | Jim Morley                  | 6 avsnitt                             |
| 1991      | Murder Most Horrid                            | Selwyn Proops               | Avsnitt: "A Determined Woman"         |
| 1991      | Performance                                   | Carmello                    | Avsnitt: "Nona"                       |
| 1991      | Screen One                                    | Deric Longden               | Avsnitt: "Happy Feet"                 |
| 1992      | Kommissarie Morse                             | Charlie Bennett             | Avsnitt: "Absolute Conviction"        |
| 1993      | Screen One                                    | Grocer                      | Avsnitt: "Wide-Eyed and Legless"      |
| 1993      | Detectives on the Edge of a Nervous Breakdown | George                      | Kortfilm för The Comic Strip Presents |
| 1994      | Perpetual Motion - The Ford Transit           | Berättare                   | Röstroll                              |
| 1995-2000 | The Peter Principle                           | Peter Duffley               | 13 avsnitt                            |
| 1996-1999 | Percy the Park Keeper                         | Percy                       | Röstroll, 18 avsnitt                  |
| 1996-2000 | Brambly Hedge                                 | Basil Brightberry, Old Vole | Röstroll                              |
| 1999      | The Curse of Fatal Death                      | The Shy Doctor              | TV-special                            |
| 2006      | The Street                                    | Stan McDermott              | 3 avsnitt                             |
| 2010      | Any Human Heart                               | Logan Mountstuart (äldre)   | 4 avsnitt                             |
| 2011      | Exile                                         | Sam Ronstadt                | 3 avsnitt                             |
| 2015      | London Spy                                    | Scottie                     | 5 avsnitt                             |
| 2015-2018 | Teletubbies                                   | Trumpets                    | Röstroll, 120 avsnitt                 |
| 2016      | Krig och fred                                 | Prince Nikolai Bolkonsky    | 5 avsnitt                             |
| 2017      | Game of Thrones                               | Archmaester Ebrose          | 4 avsnitt                             |
| 2020      | Black Narcissus                               | Father Roberts              | 2 avsnitt                             |
| 2022      | Why Didn't They Ask Evans?                    | Lord Marcham                | Avsnitt: "#1.1"                       |
| 2022      | Ten Percent                                   | Richard Nightingale         | Avsnitt: "#1.1"                       |
| 2022      | Staged                                        | Sig själv                   | 2 avsnitt                             |

### Teater
| År        | Titel                            | Roll                                    | Teater                                                  |
| --------- | -------------------------------- | --------------------------------------- | ------------------------------------------------------- |
| 1974      | Lord Nelson Lives in Liverpool 8 | Okänd                                   | Royal Court Theatre (Upstairs), London                  |
| 1975-1977 | The Bed Before Yesterday         | Taxi Driver (inhoppare)                 | Lyric Theatre (Shaftesbury Ave), London                 |
| 1976      | Illuminatus!                     | Patrolman James Patrick Hennessy et al. | Olika                                                   |
| 1979      | The Warp                         | Okänd                                   | ICA Theatre, London                                     |
| 1979      | Ecstasy                          | Len                                     | Hampstead Theatre, London                               |
| 1981      | Goose Pimples                    | Vernon                                  | Hampstead Theatre, London Garrick Theatre, London       |
| 1981-1982 | Our Friends in the North         | Austin Donohue/Weir                     | Olika                                                   |
| 1982      | Every Good Boy Deserves Favour   | Överste                                 | Barbican Centre, Royal Shakespeare Company              |
| 1982-1983 | Clay                             | Pat                                     | Barbican Centre, Royal Shakespeare Company, Pit, London |
| 1983      | Other Worlds                     | John Wheatley / Richard Wheatley        | English Stage Company, London                           |
| 1985      | Revisorn                         | Anton Svoznik-Dmuchanovsky              | National Theatre, London                                |
| 1986-1987 | Kafka’s Dick                     | Hermann K                               | Royal Court Theatre, London                             |
| 1987      | The Greatest Story Ever Told     | Wallace                                 | Assembly Rooms, Edinburgh                               |
| 1988      | The Recruiting Officer           | Sergeant Kite                           | Royal Court Theatre, London                             |
| 1988      | A Place with the Pigs            | Pavel                                   | Royal Court Theatre, London                             |
| 1988      | Our Country's Good               | Harry Brewer                            | Royal Court Theatre, London                             |
| 1988-1989 | Man of the Moment                | Okänd                                   | Stephen Joseph Theatre, Scarborough                     |
| 1988-1989 | A Flea in Her Ear                | Victor Emmanuel Chandebise/Poche        | The Old Vic, London                                     |
| 1996      | Habeas Corpus                    | Arthur Wicksteed                        | Donmar Warehouse, London                                |
| 2003-2004 | The Pillowman                    | Tupolski                                | Cottesloe Theatre, London                               |
| 2005      | Thalias hämnare                  | Edward Lionheart                        | Lyttelton Theatre, London                               |
| 2013      | The Chapel of Unrest             | Äldre man                               | Bush Theatre, London                                    |
| 2015      | En julsaga                       | Ebenezer Scrooge                        | Noël Coward Theatre, London                             |
| 2018      | A Very Very Very Dark Matter     | Hans Christian Andersen                 | Bridge Theatre, London                                  |